# Городянка (приток Лужи)
Городянка — река в Калужской области России, протекает по территории Боровского и Малоярославецкого районов. Исток — у деревни Акулово. Впадает в реку Лужу в 4,2 км от её устья по левому берегу, у деревни Анисимово. Также на реке расположены деревни Кириллово, Уваровское, Тимашово, Бавыкино и Городня. Длина реки составляет 24 км, площадь водосборного бассейна — 85,5 км².

## Данные водного реестра
По данным государственного водного реестра России относится к Окскому бассейновому округу, водохозяйственный участок реки — Протва от истока и до устья, речной подбассейн реки — Бассейны притоков Оки до впадения Мокши. Речной бассейн реки — Ока.
Код объекта в государственном водном реестре — 09010100612110000022264.